# Katrine Madsen
Katrina Madsen (Aarhus, 7 maart 1972) is een Deense jazzzangeres en componiste.

## Carrière
Madsen studeerde aanvankelijk aan het Det Jyske Musikkonservatorium van de koninklijke muziekacademie. Met haar eigen Swing Quintet bracht ze in 1996 haar debuutalbum uit. Daarna werkte ze in Kopenhagen met muzikanten als Ed Thigpen en Richard Boone (A Tribute of Love). In 2002 formeerde ze het Katrine Madsen Sextet. Voor het album Box of Pearls, dat bekende standards van het Great American Songbook voorstelt, zong ze in teamverband met haar Zweedse collega Svante Thuresson. Verder werkte ze met de Baker Boys (Gershwin & More, 2002) en met Povo.

## Onderscheidingen
Madsen kreeg een tweejarige compositiebeurs van het Deense kunstfonds. Verder is ze erelid van de Filipijnse muzikanten-gemeenschap. De albums Close to You en Box of Pearls werden in 2005 en 2006 genomineerd voor de Deense muziekprijs.

## Discografie
- 1996: I'm Old Fashioned (Mecca Records)
- 1997: Dream Dancing (Mecca Records)
- 1999: You Are So Beautiful (Mecca Records) (met Ed Thigpen, Carsten Dahl, Jesper Bodilsen)
- 2000: My Secret (Mecca Records) (met Lars Møller, Jan Lundgren, Bjarne Hansen, Jesper Bodilsen, Morten Lund)
- 2002: Magic Night (Mecca Records) (met de Bohuslän Bigband)
- 2003: Svante Thuresson/ Katrine Madsen: Box of Pearls
- 2004: Close to You (met Stefano Bollani, Jesper Bodilsen en Morten Lund)
- 2006: Supernatural Love (met Ulf Wakenius, Henrik Gunde Pedersen, Peter Asplund, Jonas Johansen)
- 2009: Simple Life (met Joakim Milder, Henrik Gunde Pedersen, Jesper Bodilsen, Jonas Johansen, Morten Lund en Ole Kibsgaard)

- Gemeinsame Normdatei: 1028523076
- International Standard Name Identifier: 0000 0001 3032 3116
- MusicBrainz: 14ff06c2-fef6-49be-b38a-83a4b70dc990
- Virtual International Authority File: 290572833
- WorldCat: E39PBJqqmqqtKpQv4xTP9rmw4q